# Maximilian Dahlhoff
Maximilian Dahlhoff (* 29. November 1992 in Ahlen) ist ein deutscher Fußballspieler.

## Karriere
Seine Karriere begann Maximilian Dahlhoff in den Jugendmannschaften der Ahlener SG und Rot Weiss Ahlen. Am 30. Oktober 2010 gegen den SV Wehen Wiesbaden gab er sein Debüt in der 3. Liga für Ahlen. Ebenso war Dahlhoff Kapitän der U19-Mannschaft in der Bundesliga. Am 14. Juni gab Sportfreunde Lotte die Verpflichtung von Dahlhoff bekannt. Nachdem er auf Grund einer Verletzung jedoch zu keinem Einsatz gekommen war, wechselte Dahlhoff im Januar 2012 zurück zu Rot Weiss Ahlen. Mit Ahlen stieg er am Ende der Saison 2014/15 aus der Oberliga in die Regionalliga West auf. Zur Saison 2016/17 verließ er den Verein nach 120 Spielen. Anschließend wechselte Dahlhoff in die Kreisliga zu Westfalia Vorhelm. Eine Saison später schloss er sich dem SV Mesum in der Landesliga an. Im Oktober 2018 wechselte er zum Bezirksligisten SV Drensteinfurt.